# Thandi Ntuli
Thandi Ntuli (* 10. September 1987 in Soshanguve) ist eine südafrikanische Jazzmusikerin (Gesang, Piano, Komposition).

## Leben und Wirken
Ntuli stammt aus einer Musikerfamilie; ihre Tante war klassische Sängerin, ihr Onkel Selby Ntuli Mitglied der Afrorock-Band Harari. Sie begann im Alter von vier Jahren mit dem Klavierspiel; erst in der Highschool entwickelte sie aber den Wunsch, Berufsmusikerin zu werden. Sie absolvierte ein Studium an der South African College of Music der Universität Kapstadt.
Ntuli gehörte zu der Band von Steve Dyer (Confluence). 2014 veröffentlichte sie ihr Debütalbum The Offering, das für einen MetroFM Award (2015) nominiert sowie mit dem Arts & Culture Trust Impact Award (2016) ausgezeichnet wurde. 2018 erschien ihr zweites Album Exiled, das 2019 als bestes Jazzalbum bei den South African Music Awards nominiert wurde. Dort wurde ebenso im Folgejahr ihr mit Unterstützung von Pro Helvetia in Bern entstandenes großformatiges Album Live at Jazzwerkstatt nominiert. 2019 stellte sie sich auch in den USA vor. Auf ihrem Album Blk Elijah & the Children of Meroë (2022) sind laut Kritiker Nate Chinen auch „entfernte Anklänge an Stevie Wonder und die frühen Return to Forever neben einem deutlich gegenwärtigen und zeitgenössischen Stil“ zu entdecken.
Als Pianistin nahm Ntuli auch mit Siya Makuzeni auf (Out of This World) und mit dem Trompeter Lwanda Gogwana (Chapter One, Songbook). Shabaka Hutchings holte sie zum zweiten Album We Are Sent Here by History (2020) von Shabaka and the Ancestors. Weiterhin spielte sie im Studio mit dem Elektronikkünstler Jazzuelle dessen Debütalbum Circles ein (2017) und war Co-Produzentin des House-Künstlers SirLSG bei dessen Debütalbum Moving Circles (2017). Zudem arbeitete sie mit dem Singer-Songwriter Neo Muyanga, mit Andy Narell, der Sängerin Thandiswa Mazwai, dem Cape Philharmonic Orchestra, The Brother Moves On mit DJ und Produzent QB Smith und Rebirth of Cool, das mit Jazz und Hip-Hop experimentiert. Gemeinsam mit Siyabonga Mthembu kuratierte sie das Kompilationsalbum Indaba Is für Brownswood Recordings.
Ntuli erhielt 2015 den Mbokodo Award for Women in Jazz und 2018 den Standard Bank Young Artist for Jazz Award.

## Diskographische Hinweise
- The Offering (2014, mit Marcus Wyatt, Sisonke Xonti, Mthunzi Mvubu, Keenan Ahrends, Benjamin Jephta, Sphelelo Mazibuko und Spha Mdlalose)
- Live at Jazzwerkstatt (2019, mit Lukas Thöni, Andreas Tschopp, Nils Berg, Benedikt Reising, Vojko Huter, Nadia Strijbos, Matej Sonlajtner, Nao Rohr, Mara Miribung, Raphael Heggendorn, Shane Cooper, Kasiva Mutua, Rico Baumann)
- Blk Elijah & the Children of Meroë (2022)
- Thandi Ntuli with Carlos Niño: Rainbow Revisited (International Anthem, 2023)[4]